# Guillermo Maldonado
Apostolo Guillermo Maldonado (Tegucigalpa, 10 gennaio 1965) è un pastore protestante, scrittore e personaggio televisivo honduregno con cittadinanza statunitense.
È il cofondatore e pastore senior di El Rey Jesús (anglicizzato come King Jesus Ministry), e autore. El Rey Jesús è una chiesa Cristiana apostolica e profetica situata a Miami, Florida.

## Pubblicazioni

### Libri

#### Inglese/Spagnolo
- Guillermo Maldonado, Inner Healing and Deliverance, Miami, GM International, 2000, ISBN 1-59272-007-2.
- Guillermo Maldonado, The Holy Anointing, Miami, GM International, 2002, ISBN 1-59272-038-2.
- Guillermo Maldonado, Leaders that Conquer, Miami, GM Ministries, 2003, ISBN 1-59272-023-4.
- Guillermo Maldonado, Biblical Foundations For a New Believer, Miami, GM International, 2004, ISBN 1-59272-089-7.
- Guillermo Maldonado, Forgiveness, Miami, GM International, 2005, ISBN 1-59272-040-4.
- Guillermo Maldonado, The Family, Miami, GM International, 2005, ISBN 1-59272-087-0.
- Guillermo Maldonado, Overcoming Depression, Miami, GM International, 2005, ISBN 1-59272-041-2.
- Guillermo Maldonado, How to hear the voice of God, Miami, GM International, 2005, ISBN 1-59272-091-9.
- Guillermo Maldonado, The New Wine Generation, Miami, GM International, 2005, ISBN 1-59272-039-0.
- Guillermo Maldonado, The Ministry of the Apostle, Miami, El Rey Jesús Publications, 2006, ISBN 1-59272-236-9.
- Guillermo Maldonado, I Need a father, Miami, ERJ Publications, 2007, ISBN 1-59272-221-0.
- Guillermo Maldonado, How to Return to Our First Love, Miami, GM International, 2007, ISBN 1-59272-162-1.
- Guillermo Maldonado, Prayer, Miami, GM International, 2007, ISBN 1-59272-090-0.
- Guillermo Maldonado, Deliverance The Children's Bread, Miami, ERJ Publications, 2007, ISBN 1-59272-160-5.
- Guillermo Maldonado, How to Fast Effectively, Miami, ERJ Publications, 2008, ISBN 1-59272-305-5.
- Guillermo Maldonado, Ascending in Prayer and worship and descending in warfare, Miami, ERJ Publications, 2008, ISBN 1-59272-307-1.
- Guillermo Maldonado, Jesus Heals Your Sickness Today, Miami, ERJ Publications, 2009, ISBN 978-1-59272-337-9.
- Guillermo Maldonado, Hope in Time of Crisis, Miami, ERJ Publications, 2009, ISBN 978-1-59272-330-0.
- Guillermo Maldonado, The Dangers of Unforgiveness, Miami, ERJ Publications, 2009, ISBN 978-1-59272-328-7.
- Guillermo Maldonado, How to walk in the supernatural power of God, Miami, Whitaker House, 2011, ISBN 1-60374-278-6.
- Guillermo Maldonado, Overcoming Fear, Miami, ERJ Publications, 2011, ISBN 978-1-59272-383-6.
- Guillermo Maldonado, Overcoming Pride, Miami, ERJ Publications, 2011, ISBN 978-1-59272-382-9.
- Guillermo Maldonado, The Glory of God, Miami, Whitaker House, 2012, ISBN 978-1-60374-490-4.
- Guillermo Maldonado, The Kingdom of Power: How to Demonstrated it Here and Now, Miami, Whitaker House, 2013, ISBN 1-60374-550-5.
- Guillermo Maldonado, Supernatural Transformation, Miami, Whitaker House, 2014, ISBN 978-1-62911-195-7.

#### Solo Spagnolo
- Guillermo Maldonado, La Madurez Espiritual, Miami, GM Ministries, 2003, ISBN 1-59272-012-9.
- Guillermo Maldonado, Evangelism Sobrenatural, Miami, GM Ministries, 2003, ISBN 1-59272-013-7.
- Guillermo Maldonado, La Inmoralidad Sexual, Miami, GM Ministries, 2004, ISBN 1-59272-145-1.
- Guillermo Maldonado, El Poder de Atar y Desatar, Miami, GM Ministries, 2004, ISBN 1-59272-074-9.
- Guillermo Maldonado, La Toalla del Servicio, Miami, GM Ministries, 2007, ISBN 1-59272-100-1.
- Guillermo Maldonado, El Fruto del espiritu, Miami, GM Ministries, 2007, ISBN 1-59272-184-2.
- Guillermo Maldonado, La Doctrina de Cristo, Miami, GM Ministries, 2007, ISBN 1-59272-021-8.
- Guillermo Maldonado, Descubra su proposito y llamado en Dios, Miami, GM Ministries, 2007, ISBN 1-59272-037-4.
- Guillermo Maldonado, El Character de un lider, Miami, GM Ministries, 2010, ISBN 1-59272-145-1.

#### Fuori stampa
- Guillermo Maldonado, Milagros el Poder de Dios en Tu Vida, Miami, Whitaker House, 2010, ISBN 1-60374-279-4.
- Guillermo Maldonado, Miracle Power in Your Life, Miami, Whitaker House, 2010, ISBN 1-60374-278-6.
- Guillermo Maldonado, The Kingdom of God and Its Righteousness, Miami, ERJ Publications, 2008, ISBN 1-59272-266-0.

### Manuali

#### Inglese/Spagnolo
- Guillermo Maldonado, 52 Life Lessons 2 Manual, ISBN 978-1-59272-403-1.
- Guillermo Maldonado, Apostles in Action Manual, ISBN 978-1-59272-240-2.
- Guillermo Maldonado, Apostolic Discipleship Level 1 Manual, ISBN 978-1-59272-319-5.
- Guillermo Maldonado, Apostolic Discipleship Level 2 Manual, ISBN 978-1-59272-338-6.
- Guillermo Maldonado, Christian Doctrine Manual, ISBN 978-1-59272-209-9.
- Guillermo Maldonado, Divine Health and Healing, ISBN 978-1-59272-346-1.
- Guillermo Maldonado, God's Design for the Family Manual, ISBN 978-1-59272-385-0.
- Guillermo Maldonado, How to Minister Deliverance Manual, ISBN 978-1-59272-151-1.
- Guillermo Maldonado, How to receive and Minister Deliverance Manual, ISBN 978-1-59272-345-4.
- Guillermo Maldonado, The Holy Annointing Manual, ISBN 978-1-59272-399-7.
- Guillermo Maldonado, Leaders that Conquer I Manual, ISBN 978-1-59272-197-9.
- Guillermo Maldonado, Leaders that Conquer II Manual, ISBN 978-1-59272-199-3.
- Guillermo Maldonado, Manual for Ministers, Elders and Deacons, ISBN 978-1-59272-320-1.
- Guillermo Maldonado, Spiritual Maturity Manual, ISBN 978-1-59272-195-5.
- Guillermo Maldonado, Supernatural Evangelism Manual, ISBN 978-1-59272-223-5.
- Guillermo Maldonado, The Calling of God, ISBN 978-1-59272-386-7.
- Guillermo Maldonado, The Character of a Leader manual, ISBN 978-1-59272-193-1.
- Guillermo Maldonado, The Kingdom of Power: How to Demonstrate it Here and Now Manual, 2013, ISBN 978-1-60374-885-8.
- Guillermo Maldonado, The Vision Manual, ISBN 978-1-59272-372-0.
- Guillermo Maldonado, The works of the FLESH Manual, ISBN 978-1-59272-158-0.

#### Solo Spagnolo
- Guillermo Maldonado, Consejeria Cristiana Manual, ISBN 1-59272-395-0.
- Guillermo Maldonado, El Cuidado pastoral, ISBN 978-1-59272-244-0.
- Guillermo Maldonado, El fruto del espiritu manual, ISBN 1-59272-184-2.
- Guillermo Maldonado, La toalla del servicio manual, ISBN 1-59272-100-1.
- Guillermo Maldonado, Los fundamentos de un discipulo Manual, ISBN 978-1-59272-078-1.
- Guillermo Maldonado, Manual para ministros, ancianos y diaconos Manual, ISBN 978-1-59272-283-9.